# Alfredo Pérez (Boxer)
Alfredo Pérez (* 11. Februar 1952) ist ein ehemaliger venezolanischer Boxer. Pérez war Bronzemedaillengewinner der Panamerikanischen Spiele 1975, Silbermedaillengewinner der Weltmeisterschaften 1974 und Gewinner der Zentralamerika- und Karibikspiele 1974. Außerdem war er Teilnehmer der Olympischen Spiele 1976.

## Karriere
Pérez erste internationale Meisterschaften waren die Zentralamerika- und Karibikmeisterschaften in Mexiko-Stadt, bei denen er mit einem Finalsieg über Douglas Rodríguez, Kuba (3:2), den Titel im Fliegengewicht (-51 kg) errang. Im Jahr darauf startete er dann auch bei den Zentralamerika- und Karibikspielen in Santo Domingo, wo er sich dominant die Goldmedaille erkämpfte. Bei den Weltmeisterschaften 1974 in Havanna erreichte Pérez nach einem Halbfinalsieg über Constantin Gruiescu, Rumänien, das Finale, wo er wiederum Rodriguez gegenüberstand. Dem Kubaner unterlag Peréz diesmal jedoch mit 4:1 Richterstimmen. Ende desselben Jahres verteidigte er außerdem in Caracas seinen Titel der Zentralamerika- und Karibikmeisterschaften. Im Finale schlug er den Kubaner Ramón Duvalón. Selbiges gelang ihm auch 1975 in Guatemala-Stadt. Im selben Jahr traf er im Halbfinale der Panamerikanischen Spiele erneut auf Duvalón, musste sich ihm  diesmal jedoch mit 4:1 Richterstimmen geschlagen geben. Bei den Olympischen Spielen 1976 gewann Pérez im Fliegengewicht gegen Ernesto Rios, Mexiko (5:0), Said Ahmed Elashry, Ägypten (w.o.), und Georgi Kostadinov, Bulgarien (5:0), bevor er im Viertelfinale gegen den späteren Bronzemedaillengewinner Leszek Błażyński, Polen (3:2), ausschied.